# Радом (биосферный резерват)
Радом (англ. Radom) — суданский национальный парк, расположенный в спорном с Южным Суданом районе Кафия-Кинги. Парк был основан в 1980 году, а годом ранее местность была объявлена биосферным резерватом. С 2001 года в парке ведутся исследования в рамках программы BirdLife International.

## Государственная принадлежность
Согласно административному делению Судана, контролирующему район Кафия-Кинги, парк расположен в Южном Дарфуре юго-западнее озера Кунди на границе с Центрально-Африканской Республикой и граничит с национальным парком Андре Феликс (фр. Parc Nationale d’André Felix). До 1960 года территория парка входила в состав Бахр-эль-Газаля, ныне являющегося частью Южного Судана, на основании чего должна была перейти в состав этого государства в 2011 году. 

## Физико-географическая характеристика
Территория представляет собой холмистую местность, которая является частью водораздельного хребта между системами Нила и Конго. Средняя высота над уровнем моря составляет 450 метров. Реки Адда и Умбелаша являются естественными границами парка на севере и на юге, соответственно. Среднегодовое количество осадков изменяется от 630 мм на севере до 900 мм на юге. Сезон дождей обычно бывает с апреля по ноябрь.
В базе данных всемирной сети биосферных резерватов указаны следующие координаты заповедника: 8°45′ с. ш. 23°30′ в. д. — 10°00′ с. ш. 24°45′ в. д.. В резервате нет зонирования: вся площадь является ядром резервата.

## Флора и фауна
Резерват расположен в восточно-сахельской зоне и характеризуется саванной и прибрежными лесами. Основными видами деревьев являются Terminalia brownii, Combretum, Anogeissus leiocarpus и Isoberlinia doka. Вода сохраняется в ряде низин в засушливый период, формируя поля с такими растениями, как Hyparrhenia, Chloris gayana, Panicum maximum и Cynodon dactylon.
Ряд млекопитающих на территории парка занесён в красный список МСОП. Среди них саванный слон (Loxodonta africana), лев (Panthera leo), гепард (Acinonyx jubatus),  жираф (Giraffa camelopardalis), конгони (Alcelaphus busephalus), обыкновенный водяной козёл (Kobus ellipsiprymnus), коб (Kobus kob), гиеновидная собака (Lycaon pictus).

## Взаимодействие с человеком
По данным 2001 года на территории резервата проживало 16 тысяч человек, включая беженцев. Люди в основном занимаются сельским хозяйством, выращивают арбузы, сахарный тростник, сорго.